# ثنائي هيدروكسي البنزين
ثنائي هيدروكسي البنزين (أو بنزين ديول) هي مركبات كيميائية عضوية تتألف من حلقة بنزين حاوية على مستبدلين من مجموعة الهيدروكسيل؛ بحيث تشترك جميعها بالصيغة الكيميائية C6H6O2
تصنف هذه المركبات العطرية على أنها فينولات، وهناك ثلاثة متصاوغات من ثنائي هيدروكسي البنزين، وهي:
- 2,1-ثنائي هيدروكسي البنزين (المتصاوغ أورثو)، والذي يعرف بالاسم الشائع: كاتيكول
- 3,1-ثنائي هيدروكسي البنزين (المتصاوغ ميتا)، والذي يعرف بالاسم الشائع: ريزورسينول
- 4,1-ثنائي هيدروكسي البنزين (المتصاوغ بارا)، والذي يعرف بالاسم الشائع: هيدروكينون.[1]

| المتصاوغ أورثو                     | المتصاوغ ميتا                         | المتصاوغ بارا                         |
| ---------------------------------- | ------------------------------------- | ------------------------------------- |
| كاتيكول 2,1-ثنائي هيدروكسي البنزين | ريزورسينول 3,1-ثنائي هيدروكسي البنزين | هيدروكينون 4,1-ثنائي هيدروكسي البنزين |
|                                    |                                       |                                       |

## اقرأ أيضاً
- ثلاثي هيدروكسي البنزين